# Plympton St Maurice
Plympton St Maurice är en stadsdel i Plympton, i distriktet Plymouth, i grevskapet Devon, i England. Plympton St Maurice var en civil parish fram till 1967 när blev den en del av Plymouth och Brixton. Civil parish hade 1 796 invånare år 1961.